# Saison 2 de Pretty Little Liars
Chronologie
Saison 1 Saison 3
Cet article présente le guide des épisodes de la deuxième saison de la série télévisée américaine Pretty Little Liars. 

## Généralités
- Le 10 janvier 2011, ABC Family a annoncé le renouvellement de la série pour une deuxième saison[1].
- Comme la première, cette saison a été découpée en deux parties, la première a été diffusée entre 14 juin 2011 et le 30 août 2011. Un épisode spécial d'Halloween a été diffusé le 19 octobre 2011 puis la deuxième partie a été diffusée entre le 2 janvier 2012 et le 19 mars 2012.
- Au Canada, elle a été diffusée en simultané sur MuchMore.
- En France, la saison a été diffusée sur Orange Cinéhappy. La première partie a été diffusée entre le 26 février 2012 et le 1er avril 2012. L'épisode d'Halloween a été inclut dans la deuxième partie diffusée entre le 19 juillet 2012 et le 26 août 2012. Elle a ensuite été rediffusé intégralement sur June, qui la diffuse aussi en Belgique et en Suisse, et D17. C'est la dernière saison à avoir été rediffusée sur D17 à la suite du rachat de la chaîne.
- Au Québec, elle a été diffusée intégralement entre le 27 août 2012 et le 25 février 2013 sur VRAK.TV

## Synopsis de la saison
Le second mystère de cette saison est à propos de l'identité du tueur (de la tueuse ? des tueurs ?) d'Alison. La confession écrite qu'Ian a faite avant de se suicider pourrait faire de lui un suspect principal. Nous savons que Garett, Ian et Jason faisaient partie d'un club de surveillance appelé N.A.T. D'ailleurs, grâce à une vidéo que Caleb a réussi à récupérer dans le portable de "A", nous découvrons que Jenna en faisait partie. Une autre vidéo découverte par Caleb confirme que les membres du N.A.T. Club étaient dans la chambre d'Alison le soir de sa mort. Ian avait pris soin de cacher une caméra afin d'enregistrer leur discussion. Mais une fois que Garett se rend compte que tout a été enregistré, Melissa entre dans la chambre  d'Alison, elle n'était pas surprise donc Melissa, Garett, Jason, Ian, Jenna font partie du N.A.T Club...  

## Distribution de la saison

### Acteurs principaux
- Troian Bellisario (VF : Sandra Valentin) : Spencer Hastings
- Ashley Benson (VF : Karine Foviau) : Hanna Marin
- Holly Marie Combs (VF : Vanina Pradier) : Ella Montgomery
- Lucy Hale (VF : Élisabeth Ventura) : Aria Montgomery
- Ian Harding (VF : Thomas Roditi) : Ezra Fitz
- Bianca Lawson (VF : Fily Keita) : Maya St. Germain (épisodes 11 à 20)
- Laura Leighton (VF : Danièle Douet) : Ashley Marin
- Chad Lowe (VF : Patrick Mancini) : Byron Montgomery
- Shay Mitchell (VF : Ingrid Donnadieu) : Emily Fields
- Sasha Pieterse (VF : Cécile Nodie) : Alison DiLaurentis

### Acteurs récurrents
- Keegan Allen (VF : Hervé Rey) : Toby Cavanaugh
- Tyler Blackburn (VF : Stanislas Forlani) : Caleb Rivers
- Janel Parrish (VF : Geneviève Doang) : Mona Vanderwaal
- Nia Peeples (VF : Odile Schmitt) : Pam Fields
- Lesley Fera (VF : Céline Monsarrat) : Veronica Hastings
- Tammin Sursok (VF : Adeline Chetail) : Jenna Marshall
- Torrey DeVitto (VF : Véronique Desmadryl) : Melissa Hastings
- Brendan Robinson (VF : Antoine Schoumsky) : Lucas Gottesman
- Cody Christian (VF : Olivier Martret) : Mike Montgomery
- Nolan North (VF : Georges Caudron) : Peter Hastings
- Bryce Johnson (VF : Alexandre Gillet) : Darren Wilden
- Julian Morris (VF : Alexis Tomassian) : Wren Kingston
- Drew Van Acker (VF : Emmanuel Garijo) : Jason DiLaurentis
- Brant Daugherty (VF : Thierry D'Armor) : Noel Kahn
- Yani Gellman (VF : Jérémy Prévost) : Garrett Reynolds
- Roark Critchlow (VF : Arnaud Arbessier) : Tom Marin
- Natalie Hall (VF : Olivia Luccioni) : Kate Randall
- Paloma Guzmán (VF : Anne Tilloy) : Jackie Molina
- Claire Holt (VF : Ludivine Maffren) : Samara Cook
- Shane Coffey (VF : Juan Llorca) : Holden Strauss
- Annabeth Gish (VF : Odile Cohen) : Anne Sullivan

### Invités
- Lindsey Shaw (VF : Marie-Eugénie Maréchal) : Paige McCullers
- Andrea Parker (VF : Françoise Rigal) : Jessica DiLaurentis
- Ryan Merriman (VF : Jean-François Cros) : Ian Thomas
- Amanda Schull (VF : Edwige Lemoine) : Meredith Sorenson
- Jim Titus (VF : Daniel Lobé): Barry Maple
- Eric Steinberg (VF : Constantin Pappas) : Wayne Fields

## Épisodes

### Épisode 1:Vivant
- États-Unis : 14 juin 2011 sur ABC Family[2]
- France : 
  - 26 février 2012 sur Orange Cinéhappy
  - 22 novembre 2013 sur D17
- Québec : 27 août 2012 sur VRAK.TV[3]

- États-Unis : 3,68 millions de téléspectateurs (première diffusion)

- David Desantos (Mendez)
- Annabeth Gish (Anne Sullivan)
- Janel Parrish (Mona Vanderwall)
- Torrey DeVitto (Melissa Hastings)
- Tammin Sursok (Jenna Marshall)
- Keegan Allen (Toby Cavanaugh)
- Tyler Blackburn (Caleb Rivers)
- Yani Gellman (Officier Garrett Reynolds)
- Brant Daugherty (Noel Kahn)
- Brendan Robinson (Lucas Gottesman)
- Nolan North (Peter Hastings)
- Lesley Fera (Veronica Hastings)
- Nia Peeples (Pam Fields)

### Épisode 2:Derrière les barrières
- États-Unis : 21 juin 2011 sur ABC Family
- France : 
  - 26 février 2012 sur Orange Cinéhappy
  - 22 novembre 2013 sur D17
- Québec : 3 septembre 2012 sur VRAK.TV

- États-Unis : 2,66 millions de téléspectateurs (première diffusion)

- Janel Parrish (Mona Vanderwall)
- Torrey DeVitto (Melissa Hastings)
- Keegan Allen (Toby Cavanaugh)
- Drew Van Acker (Jason DiLaurentis)
- Claire Holt (Samara)
- Roark Critchlow (Tom Marin)
- Greg Cromer (Ken Rabin)
- Nia Peeples (Pam Fields)

### Épisode 3:Fenêtres secrètes
- États-Unis : 28 juin 2011 sur ABC Family
- France : 
  - 4 mars 2012 sur Orange Cinéhappy
  - 22 novembre 2013 sur D17
- Québec : 10 septembre 2012 sur VRAK.TV

- États-Unis : 2,78 millions de téléspectateurs (première diffusion)

- Julian Morris (Wren Kim)
- Torrey DeVitto (Melissa Hastings)
- Tammin Sursok (Jenna Marshall)
- Keegan Allen (Toby Cavanaugh)
- Drew Van Acker (Jason DiLaurentis)
- Brendan Robinson (Lucas Gottesman)
- Roark Critchlow (Tom Marin)
- Paloma Guzmán (Jackie Molina)
- Nia Peeples (Pam Fields)
- Amanda Leighton (Danielle)
- Kevin Brief (Roy)
- Fawnda McMahan (Lila)
- Justinh Avery (Bryce)

Tandis qu'Aria, Emily, Hanna et Spencer essaient de garder leur distance les unes des autres, chacune des filles recherche des distractions pour les aider à combler le temps qu'elles ne passent pas ensemble à cause de leurs parents. Aria se penche sur sa facette d'artiste et rejoint un cours de poterie à l'Université d'Hollis. Ce cours correspond à ce qu'attendent ses parents mais ça lui donne aussi une excuse pour voir Ezra sur le campus donc c'est un bon compromis pour elle... Mais c'est jusqu'à ce qu'elle découvre que Jenna participe également à ce cours. Emily reste concentrée sur sa carrière de natation et sur la façon de rester à Rosewood. Quand elle ne reçoit pas un engagement solide de l'Université de Danby, Emily trouve un moyen de convaincre sa mère qu'elle doit rester. Mais est-ce qu'Emily pourra aller jusqu'au bout de son plan ? Ayant l'impression qu'elle est la seule à ne pas avoir de loisir, Hanna se tourne vers Lucas pour voir si elle peut rejoindre l'équipe responsable du livre scolaire pour remplir son temps. Avec Lucas toujours blessé par leur dernière rencontre, le nouveau hobby d'Hanna pourrait permettre d'arranger les choses.

### Épisode 4:Question de vie ou de mort
- États-Unis : 5 juillet 2011 sur ABC Family
- France : 4 mars 2012 sur Orange Cinéhappy
- Québec : 17 septembre 2012 sur VRAK.TV

- États-Unis : 2,42 millions de téléspectateurs (première diffusion)

- Ryan Merriman (Ian Thomas)
- Nia Peeples (Pam Fields)
- Amanda Leighton (Danielle)
- Cody Christian (Mike Montgomery)
- Kevin Brief (Roy)
- Rickey Castleberry (Lewis)
- Gatsby Coram (Policier)
- Claire Holt (Samara)
- Brendan Robinson (Lucas Gottesman)
- Drew Van Acker (Jason DiLaurentis)
- Tyler Blackburn (Caleb Rivers)
- Torrey DeVitto (Melissa Hastings)
- Julian Morris (Wren Kim)
- Annabeth Gish (Anne Sullivan)

### Épisode 5:Cadavre exquis
- États-Unis : 12 juillet 2011 sur ABC Family
- France : 11 mars 2012 sur Orange Cinéhappy
- Québec : 24 septembre 2012 sur VRAK.TV

- États-Unis : 2,42 millions de téléspectateurs (première diffusion)

- Torrey DeVitto (Melissa Hastings)
- Tyler Blackburn (Caleb Rivers)
- Drew Van Acker (Jason DiLaurentis)
- Yani Gellman (Garrett Reynolds)
- Lesley Fera (Veronica Hastings)
- Nolan North (Peter Hastings)
- Ryan Merriman (Ian Thomas)
- Paloma Guzmán (Jackie Molina)
- Cody Christian (Mike Montgomery)
- Tilky Jones (Logan Reed)
- Janet Borrus (Janet)

Alors que la nouvelle choquante sur Ian fait le tour de Rosewood, Aria, Emily, Hanna, Spencer et leurs familles essaient de gérer les conséquences et de faire leur deuil. Avec la vie chez elle particulièrement bouleversée, Spencer reste focalisée sur sa famille et le soutien surprenant qu'elle reçoit de ses parents. Emily, d'un autre côté, ne semble pas pouvoir faire son deuil comme les autres mais tente de trouver la moindre preuve qu'elles auraient pu ne pas voir. Aria cherche le réconfort avec Ezra mais leur relation étant toujours nouvelle pour le monde extérieur, le couple lutte pour se montrer aussi vite en public. Elle apprend qui est la personne qui l'a poussé chez Spencer. Tout le monde cherchant à être réconforté et partageant un véritable soulagement, est-ce qu'Emily pourrait avoir raison et le diable dont elles pensent être venues à bout pourrait présager d'autres malheurs, attendant juste les menteuses ? 

### Épisode 6:Ne jamais se défiler
- États-Unis : 19 juillet 2011 sur ABC Family
- France :  11 mars 2012 sur Orange Cinéhappy
- Québec : 1er octobre 2012 sur VRAK.TV

- États-Unis : 2,53 millions de téléspectateurs (première diffusion)

- Andrea Parker (Jessica DiLaurentis)
- Janel Parrish (Mona Vanderwall)
- Keegan Allen (Toby Cavanaugh)
- Tyler Blackburn (Caleb Rivers)
- Nolan North (Peter Hastings)
- Drew Van Acker (Jason DiLaurentis)
- Brant Daugherty (Noel Kahn)
- Claire Holt (Samara)
- Roark Critchlow (Tom Marin)
- Nia Peeples (Pam Fields)
- Courtney Davies (Quinn)

À la veille d'un défilé de mode pour une œuvre de charité à Rosewood, Aria, Emily, Hanna et Spencer sont surprises par le retour en ville de Jessica DiLaurentis, la mère d'Alison, qui leur demandent de participer au défilé au nom d'Alison. Aria saisit l'occasion pour essayer de stimuler la mémoire de Jason sur la nuit où Ali a disparu tandis qu'Hanna commence à espérer que la présence de son père dans le public puisse signifier plus qu'il ne le souhaite. De son côté, Spencer apprend rapidement que, tandis qu'elle a dû faire face à des problèmes plus importants, Mona a pris les devants et a pris en charge la gestion de l'évènement. Alors que l'évènement est sur le point de débuter, il s'avère que défiler sur une piste dans une robe à la mode ne semble pas si dur mais rien n'est jamais facile pour les Pretty Little Liars.

### Épisode 7:En creusant un peu
- États-Unis : 26 juillet 2011 sur ABC Family
- France : 18 mars 2012 sur Orange Cinéhappy
- Québec : 8 octobre 2012 sur VRAK.TV

- États-Unis : 2,36 millions de téléspectateurs (première diffusion)

- Keegan Allen (Toby Cavanaugh)
- Tyler Blackburn (Caleb Rivers)
- Nolan North (Peter Hastings)
- Drew Van Acker (Jason DiLaurentis)
- Cody Christian (Mike Montgomery)
- Yani Gellman (Garrett Reynolds)
- Roark Critchlow (Tom Marin)
- Dagney Kerr (Nancy)
- Lak Rana (Elliot)

C'est le jour du déménagement pour Emily et avec un nouveau lieu pour maison, elle se sent plus comme une invitée que comme une membre de la famille. Hanna se sent aussi mal à l'aise mais pour elle, c'est par rapport au business obscur de Caleb qui continue et son attitude nonchalante sur le sujet. Quand Toby fait une découverte surprenante, Spencer est étonnée par la trouvaille et par la réaction de son père. Les filles étant déjà sur les nerfs, pourraient-elles devenir les cibles immobiles de "A" ? Ou est-ce que "A" a des plans plus grands pour les quatre et se contente de les faire attendre ?

### Épisode 8:Diagnostics
- États-Unis : 2 août 2011 sur ABC Family
- France : 18 mars 2012 sur Orange Cinéhappyetla 6 décembre sur D17
- Québec : 15 octobre 2012 sur VRAK.TV

- États-Unis : 2,41 millions de téléspectateurs (première diffusion)

- Julian Morris (Wren Kim)
- Tammin Sursok (Jenna Marshall)
- Tyler Blackburn (Caleb Rivers)
- Yani Gellman (Garrett Reynolds)
- Cody Christian (Mike Montgomery)
- Roark Critchlow (Tom Marin)
- Eric Steinberg (Colonel Fields)
- Eddie Perino (Chaz)
- Ruben Garfias (Policier)

Emily a dû gérer plusieurs secrets et mensonges dernièrement et avec une visite surprise de son père avant une grande compétition de natation, la pression est trop forte pour elle. Elle se retrouve à l'hôpital. Avec la perspective de devoir dire la vérité à son père sur Danby, Emily se rend compte qu'elle a de plus gros problèmes encore quand "A" révèle sa participation dans la carrière de natation d'Emily. Alors qu'elles rendent visite à Emily, Spencer et Aria saisissent cette « opportunité » pour creuser davantage les causes de la mort d'Alison et pour déterminer comment le bâton de hockey brisé a pu tenir une place importante dans les derniers instants de la vie de leur amie.

### Épisode 9:Dans la remise
- États-Unis : 9 août 2011 sur ABC Family
- France : 25 mars 2012 sur Orange Cinéhappy et 6 décembre 2013 sur D17
- Québec : 22 octobre 2012 sur VRAK.TV

- États-Unis : 2,54 millions de téléspectateurs (première diffusion)

- Courtney Davies (Quinn)
- Vanessa Dubasso (Zoey)
- Aurora Perrineau (Bianca)
- Ruben Garfias (Policier)
- Drew Van Acker (Jason DiLaurentis)
- Claire Holt (Samara)
- Yani Gellman (Garrett Reynolds)
- Lesley Fera (Veronica Hastings)
- Cody Christian (Mike Montgomery)
- Tyler Blackburn (Caleb Rivers)
- Tammin Sursok (Jenna Marshall)

Depuis que Jason DiLaurentis est revenu à Rosewood, beaucoup de questions se sont posées sur lui. Certains ne lui font pas confiance et soupçonnent des motivations cachées à son retour tandis que d'autres le voient sous un jour différent. Aria, Emily, Hanna et Spencer ne font pas exception. Spencer est déterminée à découvrir ce que Jason cache dans sa maison et décide d'obtenir enfin des réponses. Avec Emily qui la suit, Spencer fait le premier pas mais est-ce qu'elles sont prêtes à faire face à ce qu'elles vont trouver ? Aria, de son côté, ne semble pas pouvoir chasser Jason de son esprit pour une raison différente. Avec Jason qui surgit continuellement dans sa vie, sera-t-elle capable de résister à leur alchimie indéniable ?

### Épisode 10:La pression des sentiments
- États-Unis : 16 août 2011 sur ABC Family
- France : 25 mars 2012 sur Orange Cinéhappy
- Québec : 29 octobre 2012 sur VRAK.TV

- États-Unis : 2,3 millions de téléspectateurs (première diffusion)

- Janel Parrish (Mona Vanderwall)
- Danielle Taddei (Margaux)
- Caroline Pho (Masseuse)
- Annabeth Gish (Anne Sullivan)
- Keegan Allen (Toby Cavanaugh)
- Tammin Sursok (Jenna Marshall)
- Drew Van Acker (Jason DiLaurentis)
- Yani Gellman (Garrett Reynolds)
- Paloma Guzmán (Jackie Molina)
- Helena Barrett (Bitsy)

Aria se retrouve dans une position difficile quand elle essaie d'assimiler les informations d'Emily et Spencer sur Jason tout en gérant ce qui s'est passé dans le parc et ses sentiments indéniables pour lui. Comment Jason pourrait-il être la personne dangereuse que ses amies disent qu'il est quand il ne lui a montré rien d'autre que de la compassion et de la vulnérabilité ? Face aux tergiversations d'Aria sur Jason, Spencer pense que des mesures drastiques doivent être prises. Mais les actions de Spencer vont-elles aider Aria à voir Jason pour qui Spencer pense qu'il est réellement ou seulement rapprocher Aria encore plus de Jason ? Hanna se retrouve quant à elle dans une situation épineuse d'une tout autre façon quand elle essaie de sympathiser avec sa future belle-sœur, Kate et que les choses se passent mal. 

### Épisode 11:Aveux à haut risque
- États-Unis : 23 août 2011 sur ABC Family
- France : 1er avril 2012 sur Orange Cinéhappy
- Québec : 5 novembre 2012 sur VRAK.TV

- États-Unis : 2,63 millions de téléspectateurs (première diffusion)

- Annabeth Gish (Anne Sullivan)
- Keegan Allen (Toby Cavanaugh)
- Tammin Sursok (Jenna Marshall)
- Yani Gellman (Garrett Reynolds)
- Nolan North (Peter Hastings)
- Brendan Robinson (Lucas Gottesman)
- Cody Christian (Mike Montgomery)
- Brant Daugherty (Noel Kahn)
- Roark Critchlow (Tom Marin)
- Janel Parrish (Mona Vanderwall)
- Carlos Arellano (Tulio)
- Betty Buckley (Regina Marin)

Après avoir été manipulée et menacée par « A », Emily souffre et ses amies savent qu’elles doivent faire quelque chose pour l’aider. Les filles se tournent vers la seule personne en qui elles ont confiance et qui ne dévoilera jamais leurs secrets : le docteur Anne Sullivan. Elles ont pu enfin révéler l’existence de « A » et des problèmes liés à celui-ci, et se sentent mieux. Mais maintenant qu’elles ont vendu la mèche, cela va-t-il se retourner contre elles ? Et depuis que le docteur Sullivan est au courant de « A », va-t-elle, elle aussi, se faire harceler par ce mystérieux personnage ? Entre-temps, la grand-mère d’Hanna vient à Rosewood et sème la pagaille dans le dîner de répétition de Tom (pour son mariage). Kate cherche à prendre sa revanche sur Hanna pour ce qu'elle a dit au ranch. Byron et Ella continuent de penser à une façon d'aider Mike, tandis que celui-ci parvient enfin à s'ouvrir à Aria. Le père de Spencer lui avoue qu'il a commis un crime pour aider la famille DiLaurentis et que Jason avait une raison de tuer Alison, et il raconte par inadvertance que la famille DiLaurentis a des documents contre eux. Emily, se sent encore plus courageuse grâce à son entretien avec le Dr Sullivan, et appelle alors Maya pour un dîner. Pendant ce dîner, Dr Sullivan étudie ses fichiers et découvre qui est "A". Elle appelle Emily et lui dit de se réunir avec les autres filles pour la rencontrer à son bureau, mais quand elles arrivent, elle a disparu et « A » leur envoie le message "Le Docteur s'est absenté."

### Épisode 12:Machination
- États-Unis : 30 août 2011 sur ABC Family
- France : 1er avril 2012 sur Orange Cinéhappy
- Québec : 12 novembre 2012 sur VRAK.TV

- États-Unis : 2,98 millions de téléspectateurs (première diffusion)

- Annabeth Gish (Anne Sullivan)
- Bryce Johnson (Darren *Wilden)
- Keegan Allen (Toby Cavanaugh)
- Tyler Blackburn (Caleb Rivers)
- Tammin Sursok (Jenna Marshall)
- Drew Van Acker (Jason DiLaurentis)
- Yani Gellman (Garrett Reynolds)
- Nolan North (Peter Hastings)
- Lesley Fera (Veronica Hastings)
- Roark Critchlow (Tom Marin)
- Paloma Guzmán (Jackie Molina)
- Heather Mazur (Isabel Randall)
- Julian Morris (Wren Kim)
- Karl T. Wright (Sergent)
- Louisa Abernathy (Serveuse)

### Épisode 13:Secret originel
- États-Unis : 19 octobre 2011 sur ABC Family
- France : 19 juillet 2012 sur Orange Ciné Happy
- Québec : 19 novembre 2012 sur VRAK.TV

- États-Unis : 2,47 millions de téléspectateurs (première diffusion)

- Janel Parrish (Mona Vanderwall)
- Keegan Allen (Toby Cavanaugh)
- Tammin Sursok (Jenna Marshall)
- Drew Van Acker (Jason DiLaurentis)
- Brant Daugherty (Noel Kahn)
- Brendan Robinson (Lucas Gottesman)
- Amanda Schull (Meredith Sorenson)
- Bryce Johnson (Darren Wilden)
- Ryan Merriman (Ian Thomas)
- Madison Carabello (Jumeau #1)
- Miranda Carabello (Jumeau #2)

Dans un flashback remontant à 2008, comme le veut la tradition d’Halloween, Alison raconte à Hanna et à l’enfant que cette dernière garde une histoire effrayante sur deux jumelles blondes se chamaillant pour la même poupée jusqu’à ce que l’une d’elles poignarde l’autre. Elle ajoute que celle-ci vient tout juste de sortir de l’asile et qu’elle a promis qu’elle tuerait tous les enfants qui viendraient frapper à sa porte pour demander des bonbons. Alison enfonce alors de toutes ses forces un couteau de boucher dans une citrouille. Est-elle dans son état normal ?

### Épisode 14:Faites vos jeux, rien ne va plus
- États-Unis : 2 janvier 2012 sur ABC Family
- France : 29 juillet 2012 sur Orange ciné happy
- Québec : 26 novembre 2012 sur VRAK.TV

- États-Unis : 3,34 millions de téléspectateurs (première diffusion)

- Tyler Blackburn (Caleb Rivers)
- Brendan Robinson (Lucas Gottesman)
- Cody Christian (Mike Montgomery)
- Paloma Guzmán (Jackie Molina)
- Roark Critchlow (Tom Marin)
- Henree Alyse (Slocomb)
- Emalee Burditt (Belle)
- Keegan Allen (Toby Cavanaugh)
- Yani Gellman (Officier Garrett Reynolds)

Un mois s'est écoulé depuis qu'Aria, Emily, Hanna et Spencer ont été arrêtées par la police et beaucoup de choses ont changé à rosewood ? Elles ont écopé de travaux d'intérêt général. Spencer et Émilie se disputent. Est-ce que "A" a finalement gagné le jeu de la division pour mieux l'emporter ? Maintenant qu'Emily se trouve seule, est-elle mûre pour la cueillette de "A" ?
Ezra avoue être amoureux de Aria aux parents de celle ci. 

### Épisode 15:La surprise tombe à l'eau
- États-Unis : 9 janvier 2012 sur ABC Family
- France : 5 août 2012 sur Orange ciné happy
- Québec : 3 décembre 2012 sur VRAK.TV

- États-Unis : 2,95 millions de téléspectateurs (première diffusion)

- Tyler Blackburn (Caleb Rivers)
- Janel Parrish (Mona Vanderwall)
- Keegan Allen (Toby Cavanaugh)
- Brant Daugherty (Noel Kahn)
- Yani Gellman (Officier Garrett Reynolds)
- Anthony Tyler Quinn (Ron)
- Bahni Turpin (Conseillère)
- Shane Coffey (Holden Strauss)
- Brendan Robinson (Lucas Gottesman)

### Épisode 16:Au royaume des aveugles
- États-Unis : 16 janvier 2012 sur ABC Family
- France : 5 août 2012 sur Orange ciné happy
- Québec : 10 décembre 2012 sur VRAK.TV

- États-Unis : 2,78 millions de téléspectateurs (première diffusion)

- Janel Parrish (Mona Vanderwall)
- Brendan Robinson (Lucas Gottesman)
- Shane Coffey (Holden Strauss)
- Alexander Nifong (Sam)
- Jill Holden (Mrs. Welch)
- Anjali Bhimani (Mlle J. Pervis)
- Justin Giddings (Brad)
- Tyler Blackburn (Caleb Rivers)

L'épisode commence par Hanna qui avoue que Lucas a détruit le mémorial de Alison dans l'épisode 12 de la saison 1. Caleb apprend à Hanna que Lucas n'est pas mort, qu'il a appelé ses parents mais qu'il ne veut pas dire où il se trouve. La mère d'Hanna se sent coupable de cette fuite car elle s'est déroulée lors de la soirée d'anniversaire d'Hanna, dans la maison du Lac de Spencer. Ce que sa mère ignore c'est que sa fille l'a jeté à l'eau après que celui-ci se soit montré très menaçant. Par la suite, Caleb est déterminé à retrouver Lucas qui l'a beaucoup aidé en le logeant et en l'aidant à recoller les morceaux avec Hanna. Hanna est quant à elle encore sous le choc du comportement de Lucas et ne lui fait plus confiance. À la suite de leur désaccord, Caleb décide de partir et de ne pas répondre à ses appels tout au long de la journée.
La semaine dernière Ezra avouait aux parents d'Aria qu'il était amoureux de leur fille et qu'ils étaient ensemble depuis longtemps. La réaction des parents a été immédiate, ils ne veulent plus entendre parler d'Ezra, Aria est punie et ses journées se résument au lycée. Ses parents l'encourage à sortir avec Holden, un ami d'enfance, afin qu'elle puisse oublier Ezra. Holden croise Aria dans les couloirs du lycée et lui propose un rendez-vous qu'elle accepte. Elle suggère d'aller voir un film dans un cinéma ou elle sait qu'Ezra sera présent. Le soir même, elle voit alors Ezra sortir d'un taxi qui lui-même l’aperçoit en compagnie de Holden. Une fois le film terminé, Aria et Holden discutent avec une habitante de Rosewood qui leur dit qu'Ezra est parti dix minutes avant la fin du film car "il ne se sentait pas bien". Aria comprend que son ex petit-ami et ancien professeur est touché par leur rupture. Holden fait comprendre à Aria qu'il a compris qu'elle se servait de lui pour voir Ezra. Il avoue qu'il a lui-même ses petits secrets et que leur rendez-vous l'arrangeait.
Spencer enquête. Dans la boite contenant les affaires de "A" que les filles ont trouvé dans l'épisode 15 de la saison 2, se trouvait un ticket de caisse avec une adresse de Philadelphie. Spencer décide de s'y rendre après les cours. Elle se rend compte que ce n'est qu'un kiosque à journaux. Cependant, elle remarque qu'il y a beaucoup d'aveugles dans le quartier. En suivant une non-voyante, elle se retrouve dans une école d'aveugle et en déduit que Jenna aurait pu y aller. Un jeune homme lui confirme que Jenna était là il y a quelques années. En partant de l'établissement, la secrétaire lui demande de s'inscrire sur le registre des visiteurs. Lorsque celle-ci s'absente quelques minutes, Spencer vole le registre de l'année 2009 puis part rapidement. En rentrant à Rosewood, Spencer rencontre Mona. Elle s'est rendu a Philadelphie pour se remettre de sa rupture avec Noel. Spencer tente de la consoler. À la fin de l'épisode, on apprend que le soir de la mort d'Alison, Garett Reynolds, le policier et ami de Jenna, était venu la chercher mais l'heure de retour n'est pas spécifiée.
Maya est de retour et compte bien se remettre avec Emily. Elle l'appelle et lui propose de sortir le soir prendre un verre. Sans aucune hésitation Emily accepte. Emily remarque tout de même que Maya ne se comporte pas normalement. Elle reçoit des appels et des textos qui semblent la contrarier. Emily pense instinctivement que « A » s'en prend à Maya. Mais c'est lors de leur rendez-vous qu'elle confie à Emily qu'elle a eu une relation avec un homme après leur rupture, ce qui contrarie Emily.
Mona se dispute avec Hanna et l'accuse d'être égoïste. À la suite de ces reproches, Hanna s'enferme dans les toilettes du lycée pour pleurer. Elle entend quelqu'un entrer et essaye de ne pas faire de bruit. Quelques secondes plus tard, Hanna s'aperçoit qu'il y a de l'eau par terre. Elle sort et remarque une barque miniature dans le lavabo. Elle reçoit immédiatement un texto de « A » : « La vie est tout sauf un rêve Hanna. Et je suis ton cauchemar. –A ». Le soir, Hanna s’aperçoit que quelqu'un s'est introduit chez elle, elle court pour voir ce qu'il se passe et remarque que la porte est cassée et qu'il y a des traces de boue sur le sol de la cuisine. Elle se rend dans sa chambre et trouve Lucas. Il tente de s'expliquer mais le ton monte rapidement. Hanna appelle discrètement Caleb, qui arrive tout juste chez Hanna et voit que la porte de derrière est cassée. Lucas avoue à Caleb qu'il a perdu tout l'argent que ce dernier lui avait confié en pariant sur des matchs de basket. Il promet de lui rendre l'argent et lui rembourse déjà une certaine somme. Inquiet, Caleb lui demande d’où vient cet argent. Il répond qu'il a vendu ses objets de BD de collections dans différentes villes et Hanna avoue sa déception quant à son comportement. À la fin de l'épisode, nous apprenons que Lucas ne peut pas être un complice de "A" car il n'était pas à Rosewood ces derniers jours. On apprend que Jenna a menti et n'était pas à son école pour aveugles le soir de la mort d'Alison. De plus, elle avait affirmé à Aria le jour de l'enterrement d'Alison, qu'elle était victime de chantage de la part de cette dernière. Alors qe nos quatre amies dinent ensemble, elles s'aperçoivent que "A" a rempli leur repas chinois de vers de terre.

### Épisode 17:Protège-moi
- États-Unis : 23 janvier 2012 sur ABC Family
- France :  5 août 2012 sur Orange ciné happy
- Québec : 17 décembre 2012 sur VRAK.TV[4]

- États-Unis : 3,17 millions de téléspectateurs (première diffusion)

- Janel Parrish (Mona Vanderwall)
- Tyler Blackburn (Caleb Rivers)
- Keegan Allen (Toby Cavanaugh)
- Tammin Sursok (Jenna Marshall)
- Yani Gellman (Officier Garrett Reynolds)
- Brant Daugherty (Noel Kahn)
- Shane Coffey (Holden Strauss)
- Ryan Merriman (Ian Thomas)
- Julian Morris (Wren Kim)
- Kunal Sharma (Raj Singh)

### Épisode 18:Mise à l'écart
- États-Unis : 30 janvier 2012 sur ABC Family
- France : 12 août 2012 sur Orange ciné happy
- Québec : 7 janvier 2013 sur VRAK.TV[5]

- États-Unis : 2,55 millions de téléspectateurs (première diffusion)

- Tyler Blackburn (Caleb Rivers)
- Brant Daugherty (Noel Kahn)
- Natalie Hall (Kate Randall)
- Yani Gellman (Officier Garrett Reynolds)
- Shane Coffey (Holden Strauss)
- Nia Peeples (Pam Fields)

### Épisode 19:La journée du franc-parler
- États-Unis : 6 février 2012 sur ABC Family
- France : 12 août 2012 sur Orange Cinéhappy
- Québec : 14 janvier 2013 sur VRAK.TV

- États-Unis : 2,25 millions de téléspectateurs (première diffusion)

- Janel Parrish (Mona Vanderwall)
- Tyler Blackburn (Caleb Rivers)
- Tammin Sursok (Jenna Marshall)
- Brant Daugherty (Noel Kahn)
- Natalie Hall (Kate Randall)
- Shane Coffey (Holden Strauss)
- Drew Van Acker (Jason DiLaurentis)
- Lesley Fera (Veronica Hastings)
- Heather Mazur (Isabel Randall)
- John Marshall Jones (Mr. Tamborelli)

Jason est de retour, et on apprend qu'il est le demi-frère de Spencer. Spencer est plus que déboussolée par cette nouvelle et le fait savoir à sa mère. Spencer aimerait comprendre pourquoi sa mère est restée avec lui tout ce temps sachant qu'il avait un enfant avec une autre femme.
Parallèlement, Emily reçoit l'aide d'une source improbable pour retourner dans l'équipe de natation de Rosewood.
Durant l'épisode, Noel s'en prend à Aria et lui agrippe la jambe, Holden fait son apparition et met à terre Noel.
Concernant l'affaire de la photo de Kate nue, Hanna remarque que sur celle-ci Kate n'a pas de tache de naissance alors qu'elle en a une sur son ventre. La photo est donc truquée. Les filles comprennent rapidement que "A" ne peut pas être derrière ce complot. Hanna entraîne Kate dans les toilettes, ou sont cachées Emily et Aria qui enregistrent leur conversation, et la pousse à se confesser. Kate tombe dans le piège et avoue qu'elle a envoyé la photo. La guerre est officiellement déclarée entre les deux familles.

### Épisode 20:Ctrl A
- États-Unis : 13 février 2012 sur ABC Family
- France : 12 août 2012 sur Orange Cinéhappy
- Québec : 21 janvier 2013 sur VRAK.TV

- États-Unis : 2,11 millions de téléspectateurs (première diffusion)

- Bryce Johnson (Darren Wilden)
- Tyler Blackburn (Caleb Rivers)
- Drew Van Acker (Jason DiLaurentis)
- Shane Coffey (Holden Strauss)
- Nolan North (Peter Hastings)
- Yani Gellman (Officier Garrett Reynolds)
- Alex Weed (Jonah)

Maya est vu parlant à Jason par Spencer. Elle risque de quitter à nouveau Rosewood pour le plus grand malheur d'Emily. Alors qu'Emily fête la victoire de son équipe de natation, elle aperçoit Maya fumer un joint, ce qui la met en colère. Etant persuadée qu'elle ne peut pas rester à Rosewood, Maya propose à Emily de s'enfuir. Mais Emily est consciente que cela n'est pas possible et refuse.
Aria et ses amis confrontent l'homme qui a répondu à leur appel dans l'épisode 19, Jonah. Grâce à lui, nous apprenons que "A" s'en prenait également à Alison et que ce dernier l'aurait aidé à découvrir son identité. Ce dernier s'étant déjà fait avoir par Alison souhaite être payé 2 000 dollars afin de fournir toutes les informations.
Ezra est de retour et propose à Aria un dîner dans un restaurant français, qu'elle annule afin de veiller sur Holden. "A" est encore dans les parages et averti Byron que sa fille serait au restaurant mais non pas avec Holden. En arrivant au restaurant, Ezra voit que Byron est assis à une table du restaurant et fait rapidement demi-tour. 
L'ordinateur de Caleb et confisqué par la police car ce dernier est accusé d'avoir piraté le réseau du lycée. Caleb avait auparavant appris à Hanna comment entrer dans son ordinateur à distance. Hanna parvient à se remémorer le code que Caleb lui a donné. Elle supprime les fichiers concernant "A" avant que la Police puisse mettre la main dessus.
On apprend dans l'épisode que Holden pratique un art martial coréen, une activité qu'il n'est pas autorisé à pratiquer. C'est Ella, la mère d'Aria, qui nous apprend que ce dernier est gravement malade, d'où les pilules trouvées dans son sac dans l'épisode 19. Aria qui avait annulé son rendez-vous avec Ezra, décide de veiller sur Holden qui doit participer à un combat.

### Épisode 21:Une question de loyauté
- États-Unis : 20 février 2012 sur ABC Family
- France : 19 août 2012 sur Orange Cinéhappy
- Québec : 28 janvier 2013 sur VRAK.TV

- États-Unis : 2,54 millions de téléspectateurs (première diffusion)

- Lindsey Shaw (Paige McCullers)
- Bryce Johnson (Darren Wilden)
- Julian Morris (Wren Kim)
- Alex Weed (Jonah)
- Sherita Starks (Serveuse)

Même si Caleb n'est pas physiquement présent dans cet épisode, il envoie un mail à Hanna contenant une vidéo. Nous savions déjà que Garett, Ian, Jason et Jenna étaient chez Alison le soir de son meurtre. Ce que nous nous découvrons dans cet épisode c'est que Melissa, la sœur de Spencer, était également là. Cette révélation à quelques épisodes de la fin de la saison 2 relance toutes les suppositions sur l'identité de "A". Tout le long de l'épisode, Garett suit Spencer ce qui l'effraie.
Wren et Spencer passent la soirée ensemble. On apprend par ce même personnage que Melissa était toujours accompagnée de Garett lors de ses rendez-vous pour ses échographies.
Rien ne va entre Maya et Emily. Le retour de Paige ne va pas faciliter la tâche d'Emily. Paige pensait avoir une chance avec Emily mais cette dernière repousse ses avances. L'épisode se termine avec la police qui sonne à la porte d'Emily pour une affaire en rapport avec Maya.
Mona devient la nouvelle cible de "A" mais ne se laisse pas faire pour autant. Afin de protéger Hanna qui subit le chantage d'un inspecteur, Mona décide de se rendre à la police pour vol à l'étalage.

### Épisode 22:La fille de son père
- États-Unis : 27 février 2012 sur ABC Family
- France : 19 août 2012 sur Orange Cinéhappy
- Québec : 4 février 2013 sur VRAK.TV

- États-Unis : 2,49 millions de téléspectateurs (première diffusion)

- Nolan North (Peter Hastings)
- Cody Christian (Mike Montgomery)
- Eric Steinberg (Wayne Fields)
- Lachlan Buchanan (Duncan Albert)
- Peter Gannon (Contrôleur)
- Bryce Johnson (Darren Wilden)

Un père a une conscience coupable, un autre a une fille à qui il ne fait pas confiance, un autre cache un secret à sa fille et l'autre père a disparu. Donc ce n'est pas le moment idéal pour le bal annuel des pères et filles à Rosewood. Avec des pères et des filles qui essaient de faire la paix, le bal annuel est tout sauf amusant.

### Épisode 23:Dans l'œil du cyclone
- États-Unis : 5 mars 2012 sur ABC Family
- France : 19 août 2012 sur Orange Cinéhappy
- Québec : 11 février 2013 sur VRAK.TV

- États-Unis : 2,58 millions de téléspectateurs (première diffusion)

- Lachlan Buchanan (Duncan Albert)
- Julian Morris (Wren Kim)
- Lesley Fera (Veronica Hastings)
- Drew Van Acker (Jason DiLaurentis)
- Keegan Allen (Toby Cavanaugh)
- Tammin Sursok (Jenna Marshall)
- Janel Parrish (Mona Vanderwaal)

Aria, Emily, Hanna et Spencer sont à la recherche de réponses sur ce qu'Alison savait avant de mourir et elles pourraient bien avoir une grosse piste quand une personne du passé d'Alison apparaît.
Duncan pourrait bien détenir la clé de toutes les réponses des filles mais peuvent-elles lui faire confiance et baisser leur garde ? Et quand elles pensent que Duncan pourrait être leur seule piste, Jason jette un sac d'objets personnels d'Alison qui pourrait être plus qu'un simple sac poubelle.

### Épisode 24:Si ces poupées pouvaient parler
- États-Unis : 12 mars 2012 sur ABC Family
- France : 26 août 2012 sur Orange Cinéhappy
- Québec : 18 février 2013 sur VRAK.TV

- États-Unis : 2,47 millions de téléspectateurs (première diffusion)

- Tyler Blackburn (Caleb Rivers)
- Dawn Didawick (Martha)
- Maxwell Huckabee (Seth)
- Dougald Park (Détective)
- Keegan Allen (Toby Cavanaugh)
- Yani Gellman (Garrett Reynolds)
- Janel Parrish (Mona Vanderwaal)
- Torrey DeVitto (Melissa Hastings)

### Épisode 25:Bas les masques
- États-Unis : 19 mars 2012 sur ABC Family
- France : 26 août 2012 sur Orange Cinéhappy
- Québec : 25 février 2013 sur VRAK.TV

- États-Unis : 3,69 millions de téléspectateurs (première diffusion)

- Tyler Blackburn (Caleb Rivers)
- Brendan Robinson (Lucas Gottesman)
- Nia Peeples (Pam Fields)
- Annabeth Gish (Anne Sullivan)
- Travis Richey (Harold Crane)
- Lindsey Shaw (Paige McCullers)
- Janel Parrish (Mona Vanderwaal)
- Keegan Allen (Toby Cavanaugh)

## Audiences

### Aux États-Unis
| - Saison 2 (première diffusion, États-Unis.) |